# Arquidiocese de São José do Rio Preto
A Arquidiocese de São José do Rio Preto (Archidiœcesis Sancti Josephi Riopretensis) é uma divisão territorial da Igreja Católica no estado de São Paulo. Sua sede é o município de São José do Rio Preto.

## Histórico
Criada em 25 de janeiro de 1929, pelo Papa Pio XI, que atendeu à intercessão do então bispo de São Carlos, Dom José Marcondes Homem de Mello, a diocese de Rio Preto só conheceu seu primeiro bispo, 1 ano depois da nomeação do mesmo.

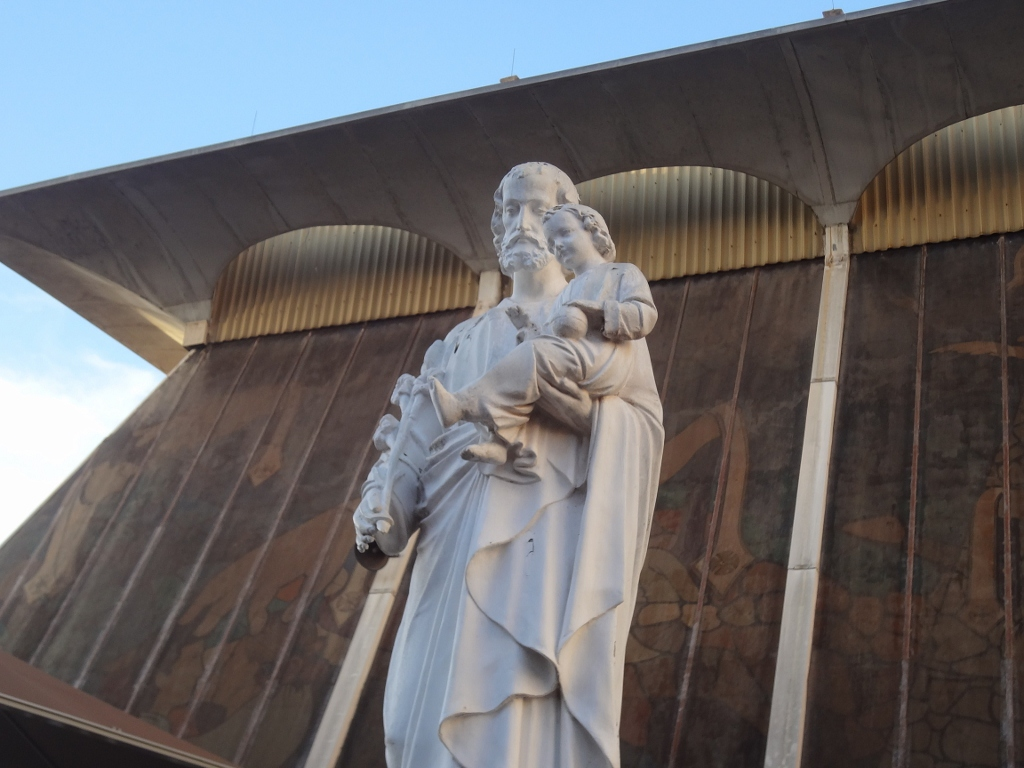
Sé Catedral de São José do Rio Preto

Dom Lafayette chegou a Rio Preto na Estrada de Ferro Araraquarense, no dia 22 de janeiro de 1931. Foi recebido por uma grande multidão de fiéis organizada pelo prefeito João Augusto de Pádua Fleury. O primeiro bispo de Rio Preto foi saudado oficialmente pelo advogado Luiz Ferreira Nunes, que falou em nome de todos os fiéis presentes ao evento.
À frente da Diocese de 1930 a 1966, Dom Lafayette Libânio foi o responsável pelos primeiros passos de um sonho construído em conjunto por homens e mulheres que não mediram esforços para se dedicar aos desafios da Igreja de São José do Rio Preto.
Em 2016 o Papa Francisco desmembrou parte da diocese para a criação da Diocese de Votuporanga.
Ao dia 22 de maio de 2025 foi elevada a Arquidiocese Metropolitana pelo Papa Leão XIV.

## Divisão territorial
A Arqudiocese de São José do Rio Preto compreende 26 municípios: São José do Rio Preto, Adolfo, Altair, Bady Bassitt, Bálsamo, Cedral, Guapiaçu, Icém, Ipiguá, Jaci, José Bonifácio, Mendonça, Mirassol, Mirassolândia, Monte Aprazível, Neves Paulista, Nipoã, Nova Aliança, Nova Granada, Onda Verde, Orindiúva, Palestina, Poloni, Potirendaba, Ubarana e Uchoa, e é constituída por 71 paróquias.
A sua província eclesiástica é composta pelas dioceses: Arquidiocese de São José do Rio Preto, Diocese de Barretos, Diocese de Catanduva, Diocese de Jales, Diocese de Votuporanga.

## Bispos
|                          | Nome                         | Período    | Notas                              |
| Arcebispos               | Arcebispos                   | Arcebispos | Arcebispos                         |
| ------------------------ | ---------------------------- | ---------- | ---------------------------------- |
| 1º                       | Antônio Emídio Vilar, S.D.B. | 2025–atual |                                    |
| Bispos                   |                              |            |                                    |
| 6º                       | Antônio Emídio Vilar, S.D.B. | 2022–2025  |                                    |
| 5º                       | Tomé Ferreira da Silva       | 2012–2021  | Bispo Emérito                      |
| 4º                       | Paulo Mendes Peixoto         | 2006–2012  | Nomeado Arcebispo de Uberaba       |
| 3º                       | Orani João Tempesta, O.Cist. | 1997-2004  | Nomeado Arcebispo de Belém do Pará |
| 2º                       | José de Aquino Pereira       | 1968–1997  |                                    |
| 1º                       | Lafayette Libânio            | 1930–1966  |                                    |
| Bispo-auxiliar           |                              |            |                                    |
|                          | José Joaquim Gonçalves       | 1957–1973  | Nomeado Bispo de Cornélio Procópio |
| Administrador Apostólico |                              |            |                                    |
|                          | Moacir Silva                 | 2021–2022  | Arcebispo de Ribeirão Preto        |